# داروين غروس
داروين غروس (بالإنجليزية: Darwin Gross)‏ هو موسيقي أمريكي، ولد في 1928، وتوفي في 2008.

## وصلات خارجية
- داروين غروس على موقع ميوزك برينز (الإنجليزية)
- داروين غروس على موقع ديسكوغز (الإنجليزية)